# Olav V di Norvegia
Olav V di Norvegia (Alessandro Edoardo Cristiano Federico) (Sandringham, 2 luglio 1903 - Oslo, 17 gennaio 1991), nato quale principe di Danimarca, fu re di Norvegia dal 1957 al 1991, succedendo al padre Haakon VII, che fu designato monarca norvegese a seguito della dissoluzione della Svezia-Norvegia, nel 1905. Per il suo carisma e la sua vicinanza al popolo, è conosciuto come "Re del Popolo ".

## Biografia

### Giovinezza

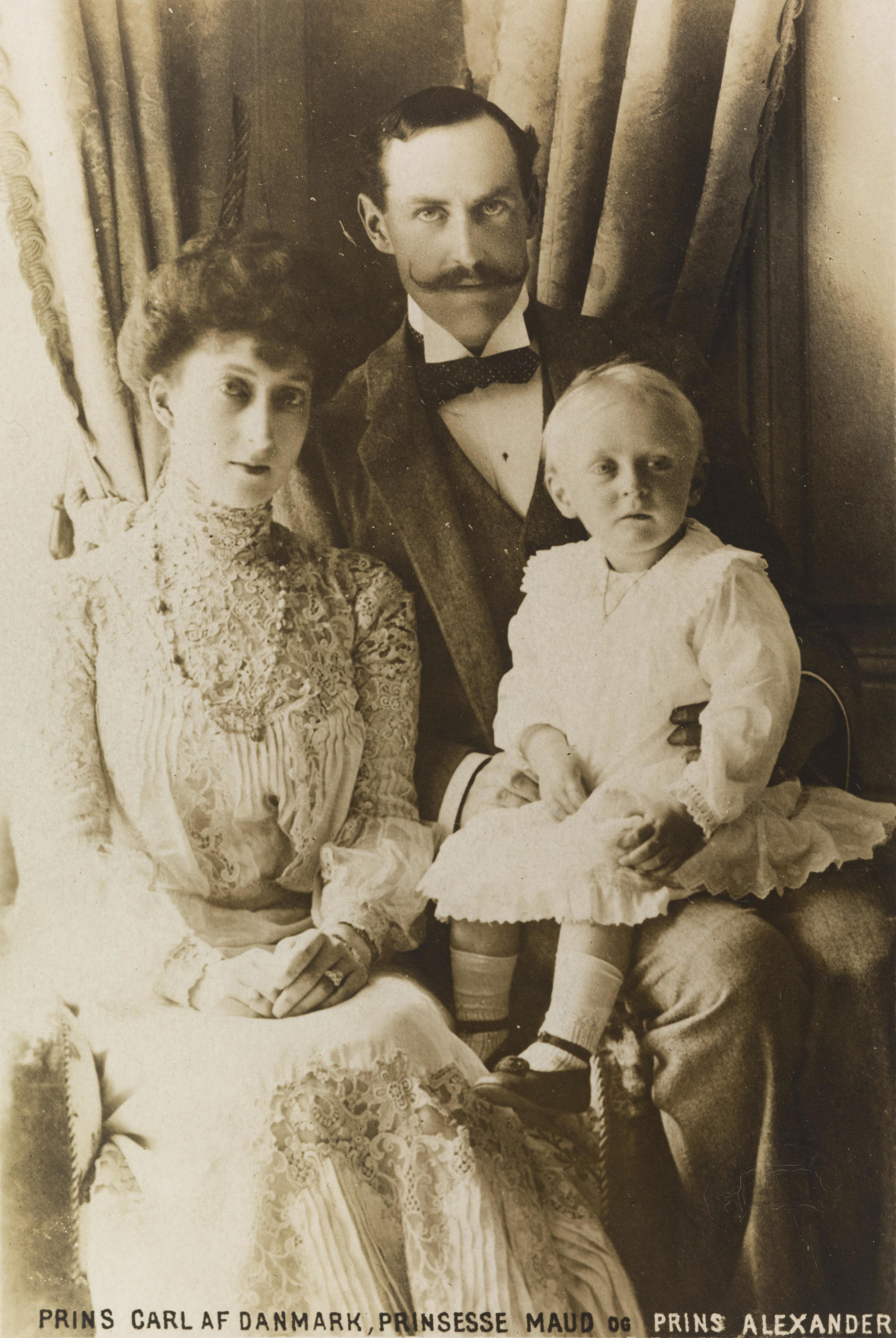
Olav assieme ai genitori Carl e Maud.

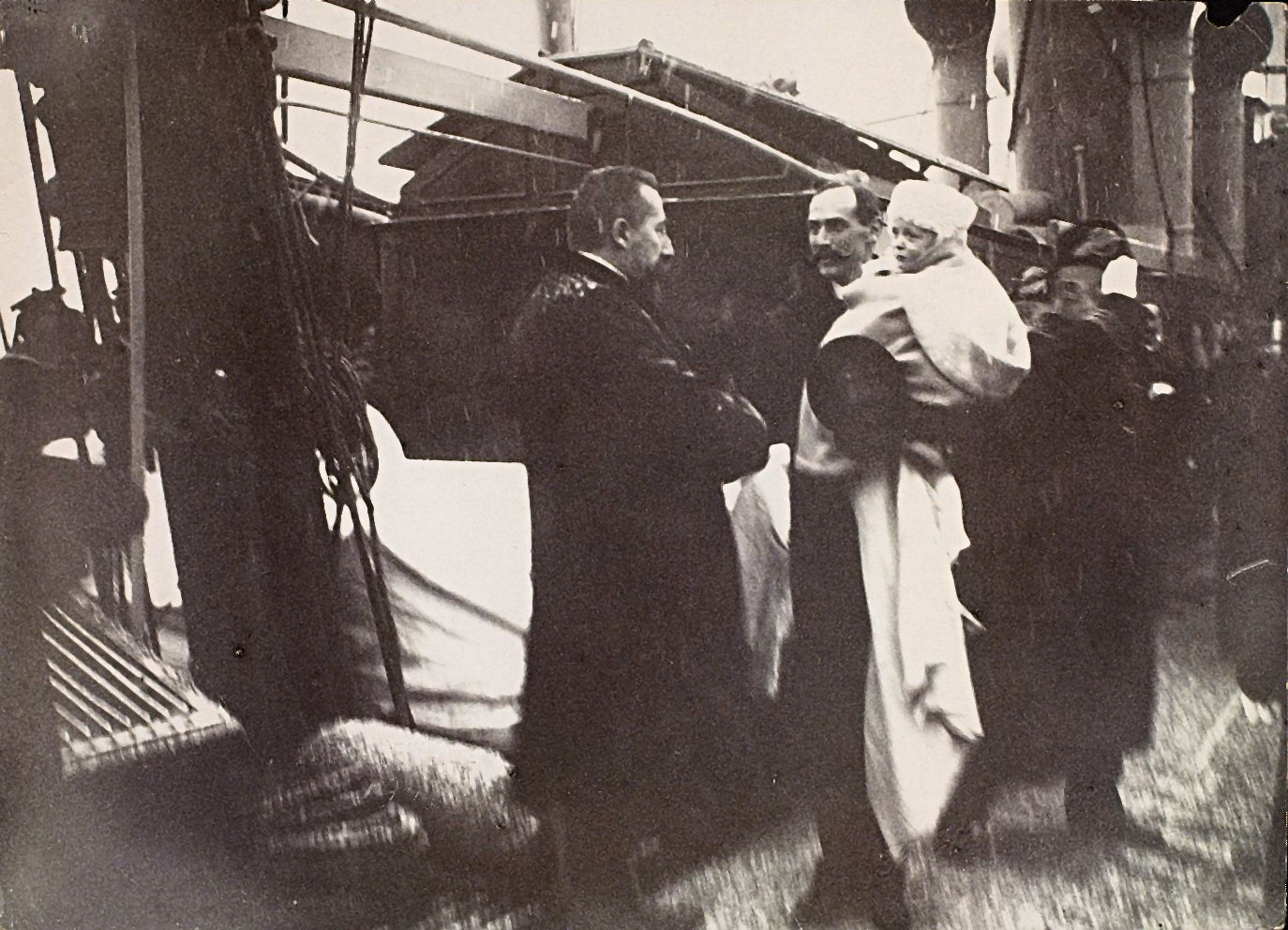
L'arrivo di Olav in Norvegia nel 1905.

Olav, nato come Alessandro Edoardo Cristiano Federico, nacque il 2 luglio 1903 in Inghilterra, ad Appleton House, presso la tenuta di Sandringham. Era l'unico figlio del principe Carlo di Danimarca e della consorte, Maud di Gran Bretagna; ciò faceva del principe membro della casa reale danese e greca di Schleswig-Holstein-Sonderburg-Glücksburg, discendendo però anche dalle dinastie di Sassonia-Coburgo-Gotha, che all'epoca regnava il Regno Unito, e di Bernadotte, che ancora oggi regna la Svezia. Nel 1905, il padre venne designato come candidato al nuovo trono di Norvegia, paese che nello stesso anno aveva ottenuto l'indipendenza dalla Svezia. Il principe Carlo divenne così Haakon VII di Norvegia  e di conseguenza il figlio Alessandro assunse il nome di Olav, divenendo così il primo principe ereditario norvegese a crescere in Norvegia fin dai tempi del Medioevo . Un elemento di incertezza nell'infanzia e nell'adolescenza di Olav fu legato alla sua condizione di straniero. Un punto fondamentale della sua educazione trattava di renderlo norvegese, e già durante il primo inverno del principe nella sua nuova patria, il fotografo Anders Beer Wilse lo fotografò con la bandiera norvegese e gli sci ai piedi. Lo sport sarebbe diventato un elemento centrale del processo di norvegesizzazione, e nel 1914 l'ufficiale e sportivo Nikolai Ramm Østgaard fu assunto come istruttore sportivo e "governatore" .
Riguardo ai suoi studi, il principe Olav ricevette lezioni private a palazzo, in particolare dal gennaio 1911, quando fu assunto l'insegnante Halldis Bomhoff. Alla fine del 1913, il maestro Sigurd Halling assunse la responsabilità principale delle lezioni ed Olav ricevette lezioni private fino agli esami di maturità nell'estate del 1918. Durante gli anni del liceo, trascorse gradualmente parte della giornata scolastica alla Halling School di Oslo, specializzandosi in matematica e fisica, e conseguì il diploma di maturità nel 1921 . Il principe ereditario si diplomò all'Accademia Militare Norvegese tre anni dopo. In seguito, si trasferì a Oxford per proseguire gli studi e frequentò il Balliol College, dove studiò scienze politiche, storia ed economia .

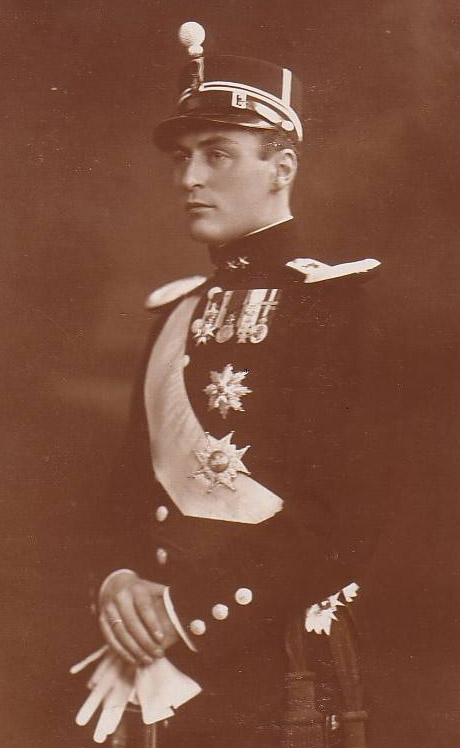
Il principe ereditario Olav di Norvegia.

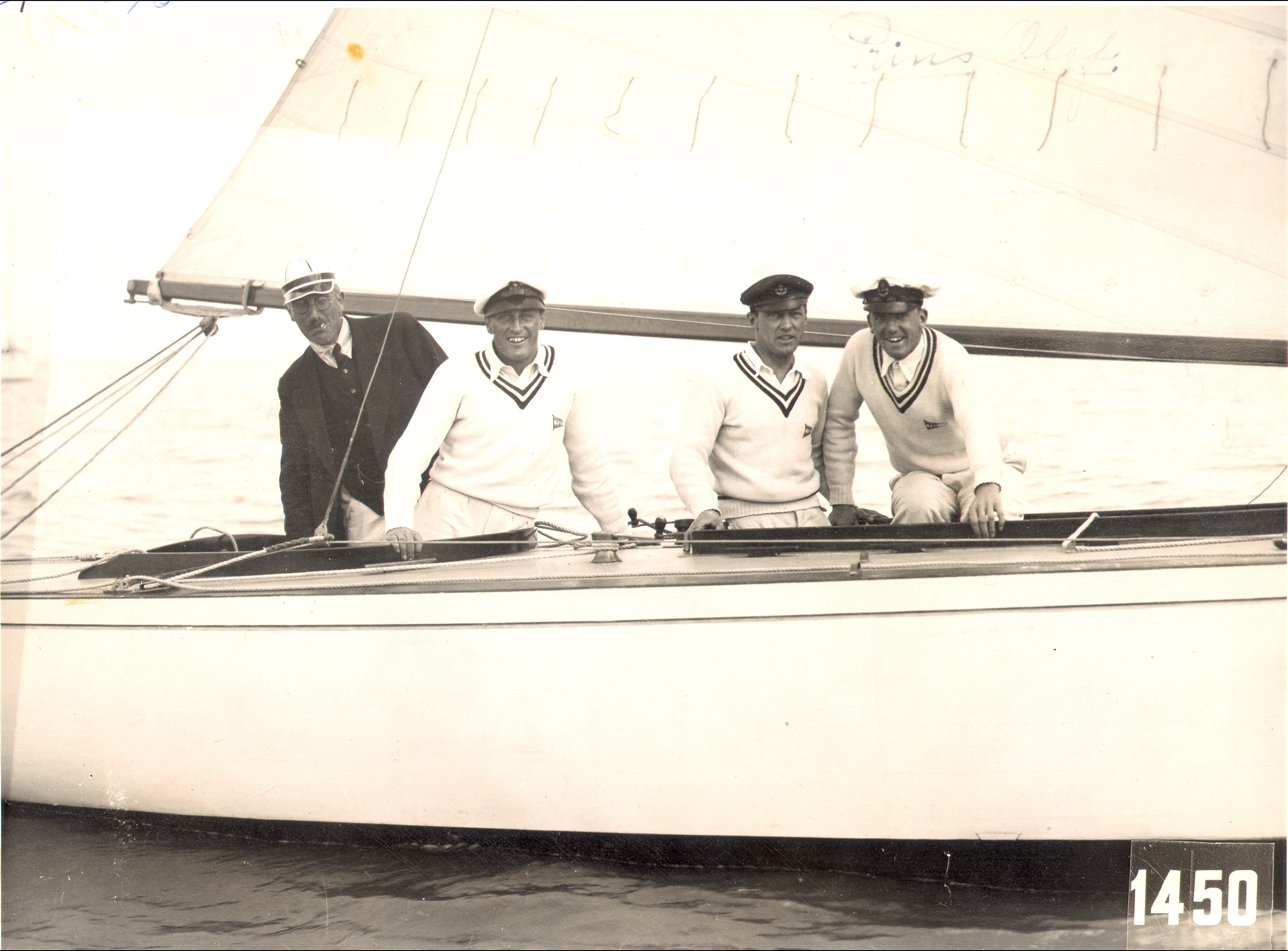
Olav, secondo da sinistra, su di una barca durante le Olimpiadi del 1928.

Per tutta la vita, sia come erede al trono che come sovrano, Olav praticò sport e fu appassionato di sci di fondo e da giovane partecipò persino alla gara di salto con gli sci di Holmenkollen. Per oltre 70 anni, il futuro re si distinse nelle competizioni veliche nazionali e internazionali; raggiunse l'apice della sua carriera velica alle Olimpiadi estive del 1928 ad Amsterdam, dove vinse la medaglia d'oro nella gara mista 6 metri con la sua imbarcazione, la Norna. Era anche interessato all'arte e alla cultura, in particolare alla letteratura . Durante gli anni 1930, inoltre, prestò servizio come cadetto della marina norvegese a bordo della dragamine Olav Tryggvason . Olav ed il padre, re Haakon VII, erano molto legati ed il principe ereditario fu un'importante fonte di sostegno e un fidato consigliere per il padre sovrano, in particolare durante la Seconda guerra mondiale. Negli anni 1930, il re e l'erede al trono erano preoccupati per lo stato della capacità difensiva norvegese e avevano cercato sostegno per un rafforzamento delle forze militari, ma invano . Tra il 1912 ed il 1913, il principe Olav ricevette in dono una piccola Cadillac, un modello di replica di un terzo alimentato a batteria, dalla nonna Alessandra, che lo aveva acquistato per £ 62 dopo averlo notato durante un'acrobazia pubblicitaria. L'auto in miniatura, ancora di proprietà della famiglia reale norvegese, è in prestito permanente al Museo Norsk Teknisk di Oslo .

### Matrimonio

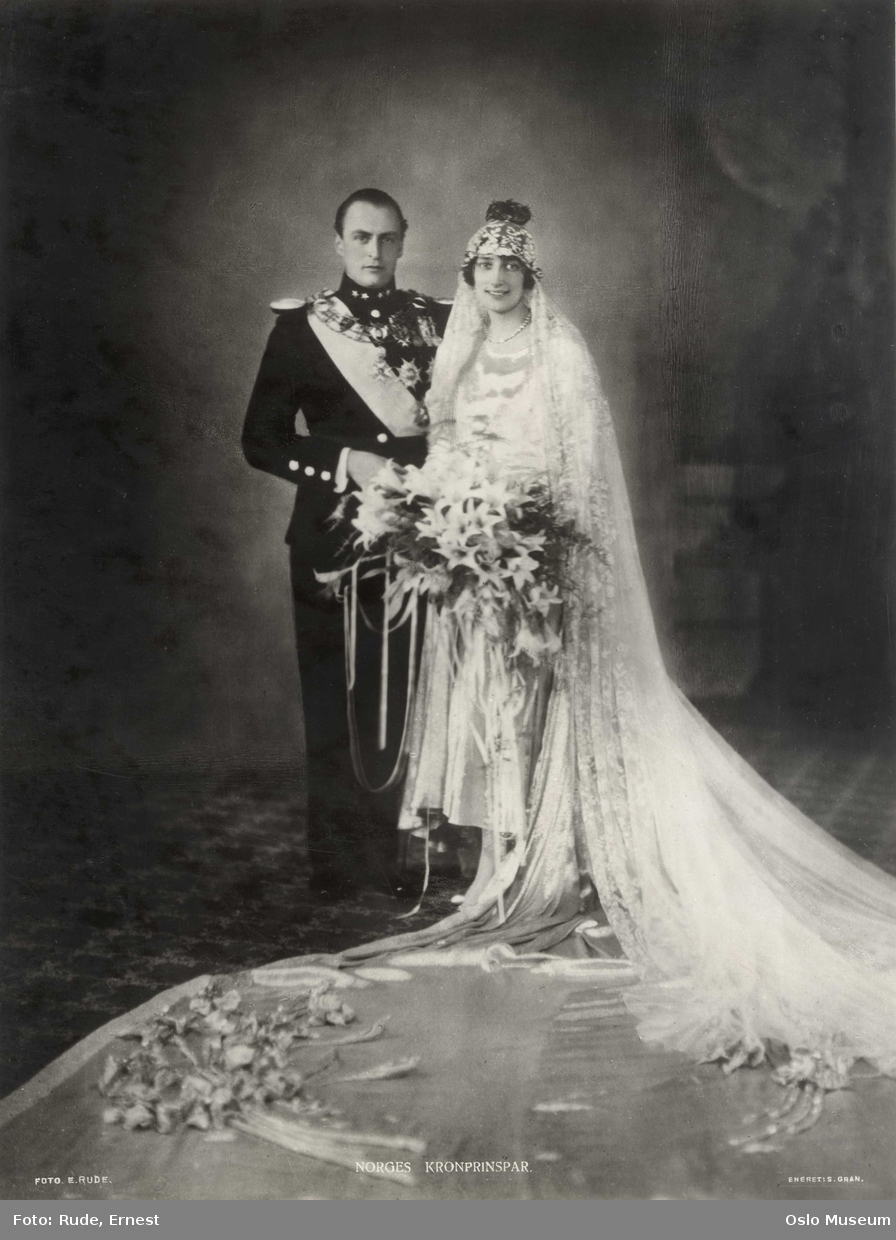
Olav e Marta di Svezia nel il giorno delle loro nozze, celebrate il 21 marzo 1929.

Nell'agosto del 1928, durante le Olimpiadi di Amsterdam, il principe Olav si fidanzò segretamente con la principessa Marta di Svezia, sua lontana cugina, essendo che entrambi discendevano da re Oscar I di Svezia. Dopo che il primo ministro norvegese Johan Ludwig Mowinckel fu informato della possibile unione nell'autunno del 1928, il fidanzamento ufficiale fu annunciato presso le corti di Stoccolma ed Oslo il 14 gennaio 1929. Il 21 marzo 1929, Olav e Marta si sposarono nella Cattedrale di Oslo . Per espresso desiderio della regina Maud, madre dello sposo, le nozze furono spostate a Oslo. La scelta si rivelò nell'interesse della monarchia norvegese. Subito dopo l'arrivo di Märtha da Stoccolma, il 19 marzo 1929, la coppia del futuro principe ereditario fece un lungo viaggio in auto attraverso la capitale norvegese. Si disse che l'omaggio fu grande tanto in Oriente quanto in Occidente, e sia il viaggio in auto che i festeggiamenti nuziali si rivelarono un'importante vittoria per le pubbliche relazioni reali in un periodo di sentimento repubblicano. Il matrimonio vero e proprio ebbe luogo nella Chiesa del Nostro Salvatore (poi Cattedrale di Oslo) il 21 marzo 1929 . L'unione venne considerata eccellente, anche dagli svedesi, che la interpretarono come un segno che qualsiasi tensione residua tra i due paesi si era dissipata. La coppia ebbe tre figli, due femmine ed un maschio:
- Ragnhild (1930 - 2012)
- Astrid (1932)
- Harald (1937)

La famiglia risiedeva nella tenuta di campagna di Skaugum, vicino a Oslo, che fu donata ai principi ereditari come dono di nozze. La morte della principessa ereditaria Märtha, avvenuta il 5 aprile 1954, fu una perdita enorme sia per la famiglia reale che per la Norvegia .

### Seconda guerra mondiale

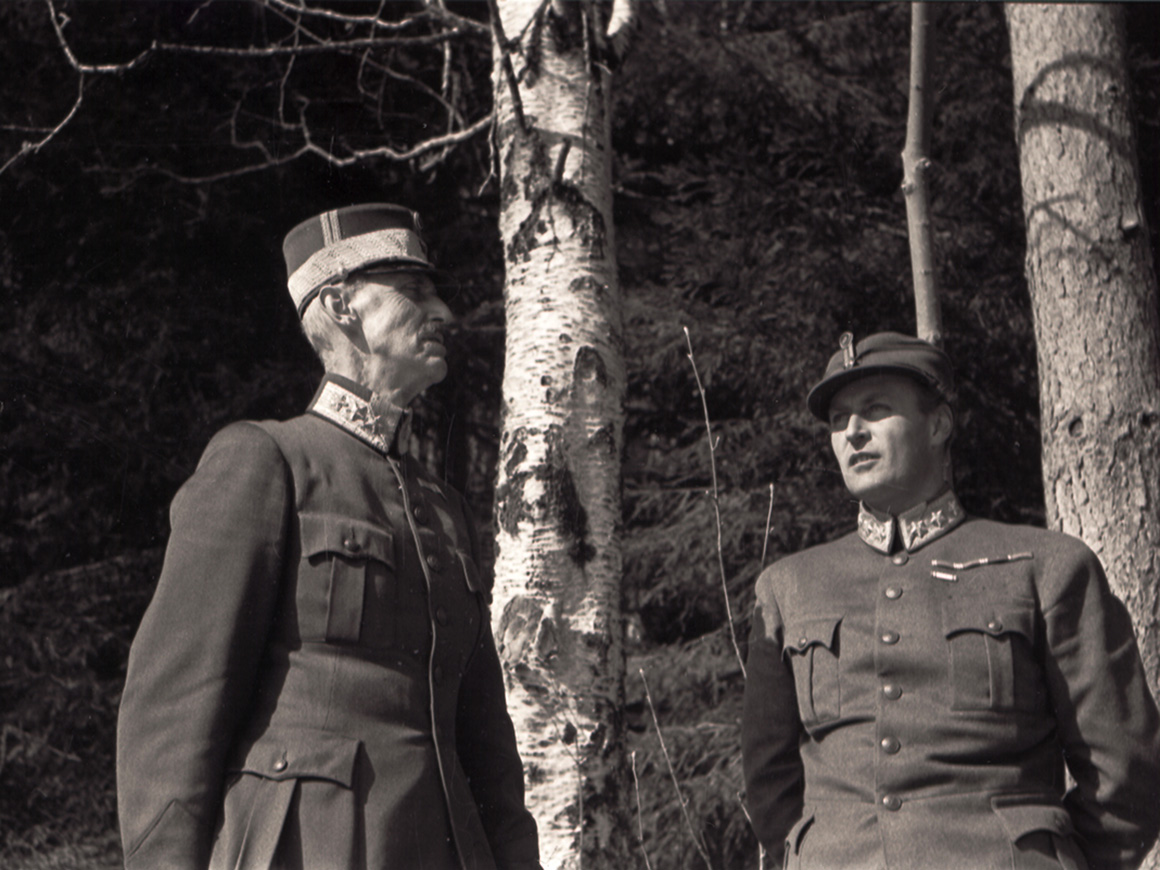
Olav e il padre Haakon VII nel 1940.

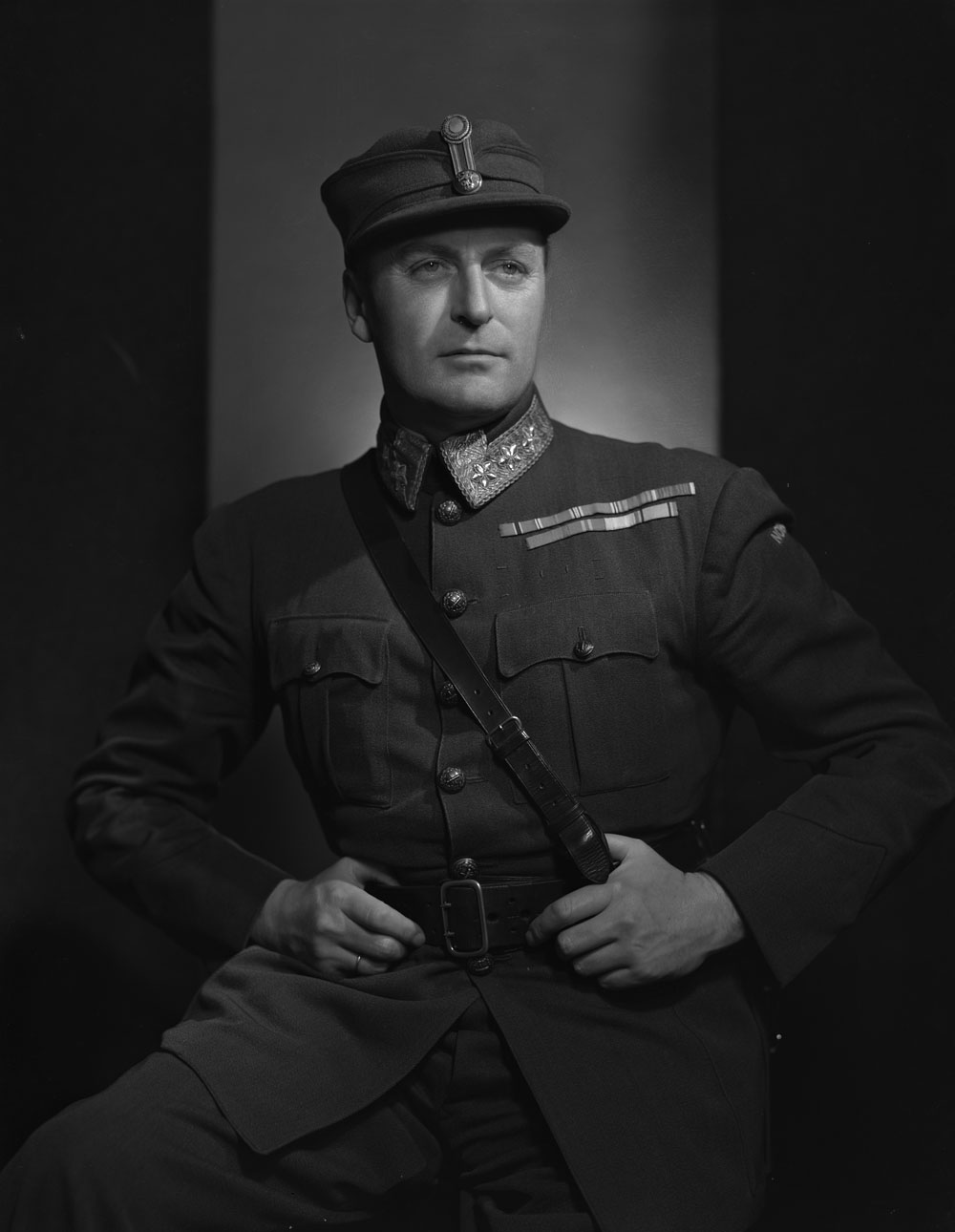
Il principe Olav di Norvegia nel 1942.

Nell'autunno del 1939, il principe ereditario Olav si rivolse più volte al cugino Giorgio VI di Gran Bretagna, anche con specifiche proposte di pace. In questi sforzi, Olav fu caratterizzato dal timore dell'Unione Sovietica e del bolscevismo . La dichiarazione di neutralità da parte della Norvegia allo scoppio della Seconda guerra mondiale ebbe poca importanza, poiché infatti il 9 aprile 1940 la Germania attaccò la Norvegia. Dopo due mesi di accesi combattimenti e nonostante l’appoggio militare fornitole dalla Gran Bretagna e dalla Francia, la Norvegia fu costretta a capitolare. La famiglia reale, il governo e alcuni alti funzionari del Ministero della Difesa e dell’amministrazione civile si rifugiarono in Gran Bretagna insieme alle truppe alleate che si stavano ritirando. Durante la guerra, il governo norvegese avrebbe condotto la propria attività in esilio . Il principe Olav si recò infatti a Londra assieme al re ed al governo, che aveva istituito un governo in esilio. Per l'erede al trono era però difficile per il lasciare il suo paese, e si offrì di rimanere in Norvegia, desiderando soprattutto combattere in prima linea, ma il governo lo sconsigliò vivamente. Durante l'esilio, il principe Olav fu in grado di dare un contributo significativo alla difesa della Norvegia, sia militarmente che diplomaticamente. Nel 1939, Olav e Marta, avevano effettuato un tour completo negli Stati Uniti; durante quel viaggio avevano conosciuto il presidente Franklin D. Roosevelt, gettando così le basi per una lunga amicizia. Quest'amicizia si rivelò di grande importanza per la Norvegia durante la guerra, poiché facilitò il contatto diretto con il Presidente degli Stati Uniti. Nel 1942 il principe ereditario di Norvegia effettuò un altro lungo tour negli Stati Uniti, tenendo conferenze sulla lotta norvegese per la liberazione . 

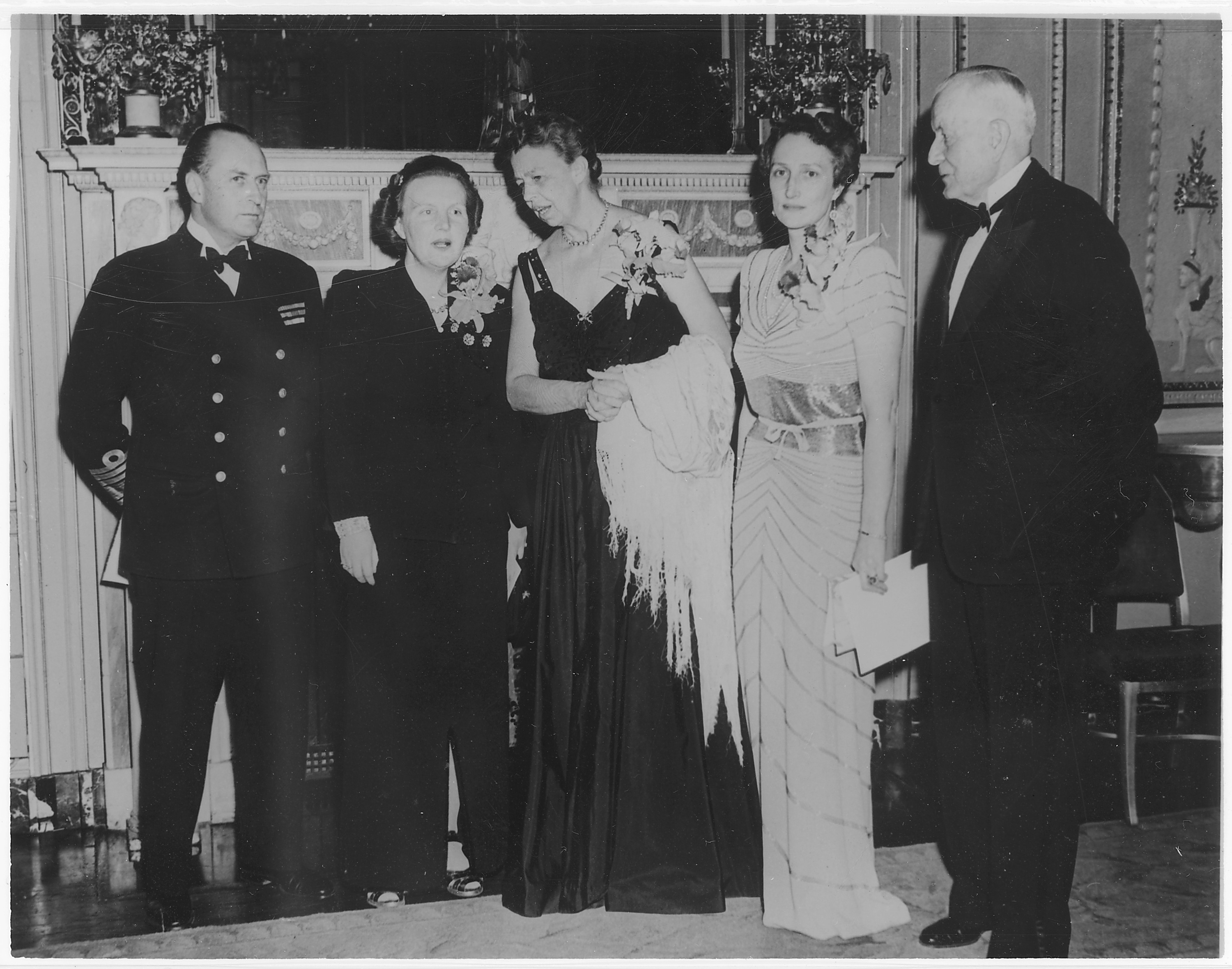
Da sinistra, Olav, Giuliana d'Olanda, Eleanor Roosevelt e Marta di Norvegia.

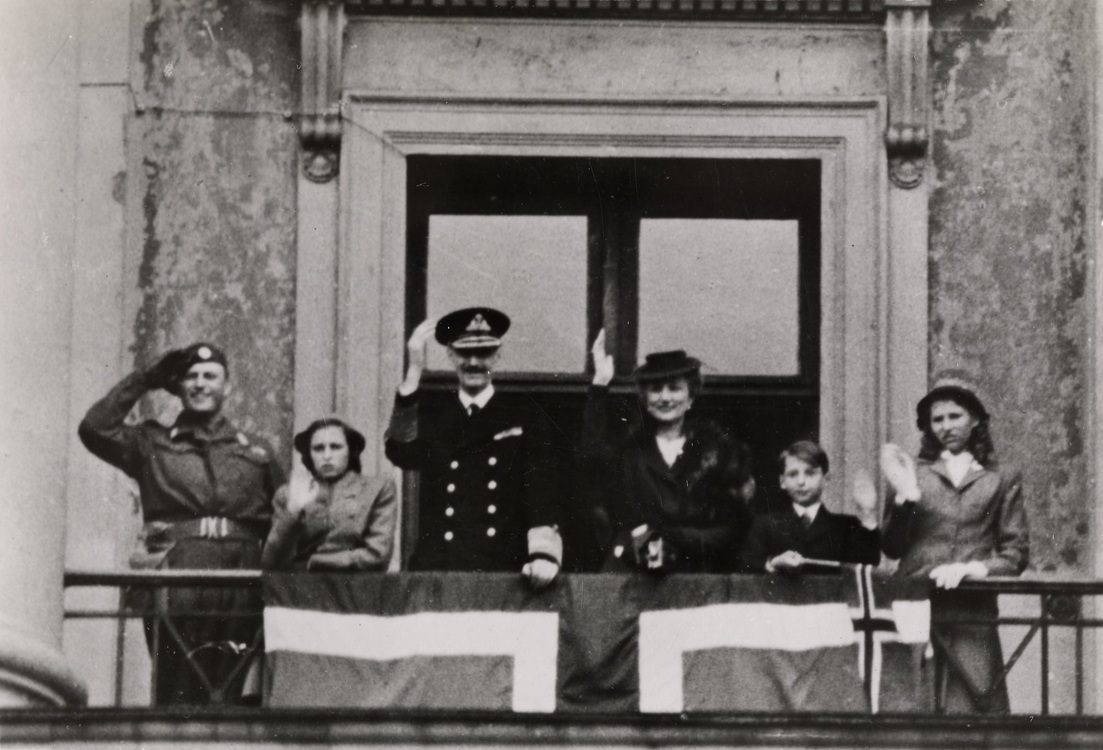
I reali norvegesi ritornati ad Oslo.

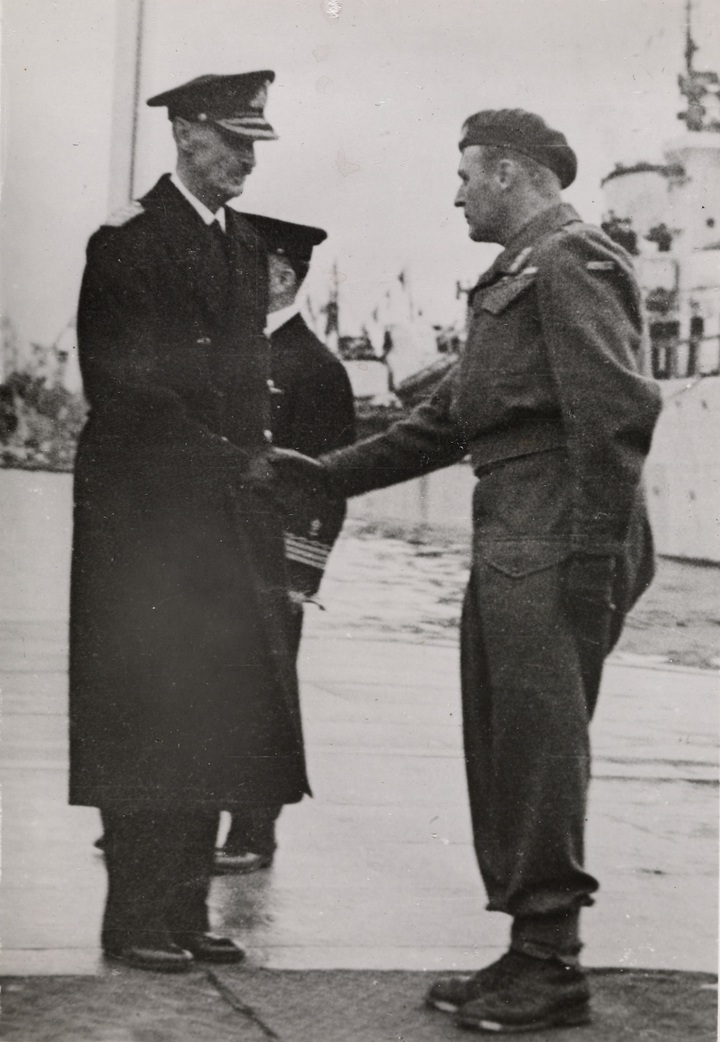
Olav accoglie il padre, il 7 giugno 1945.

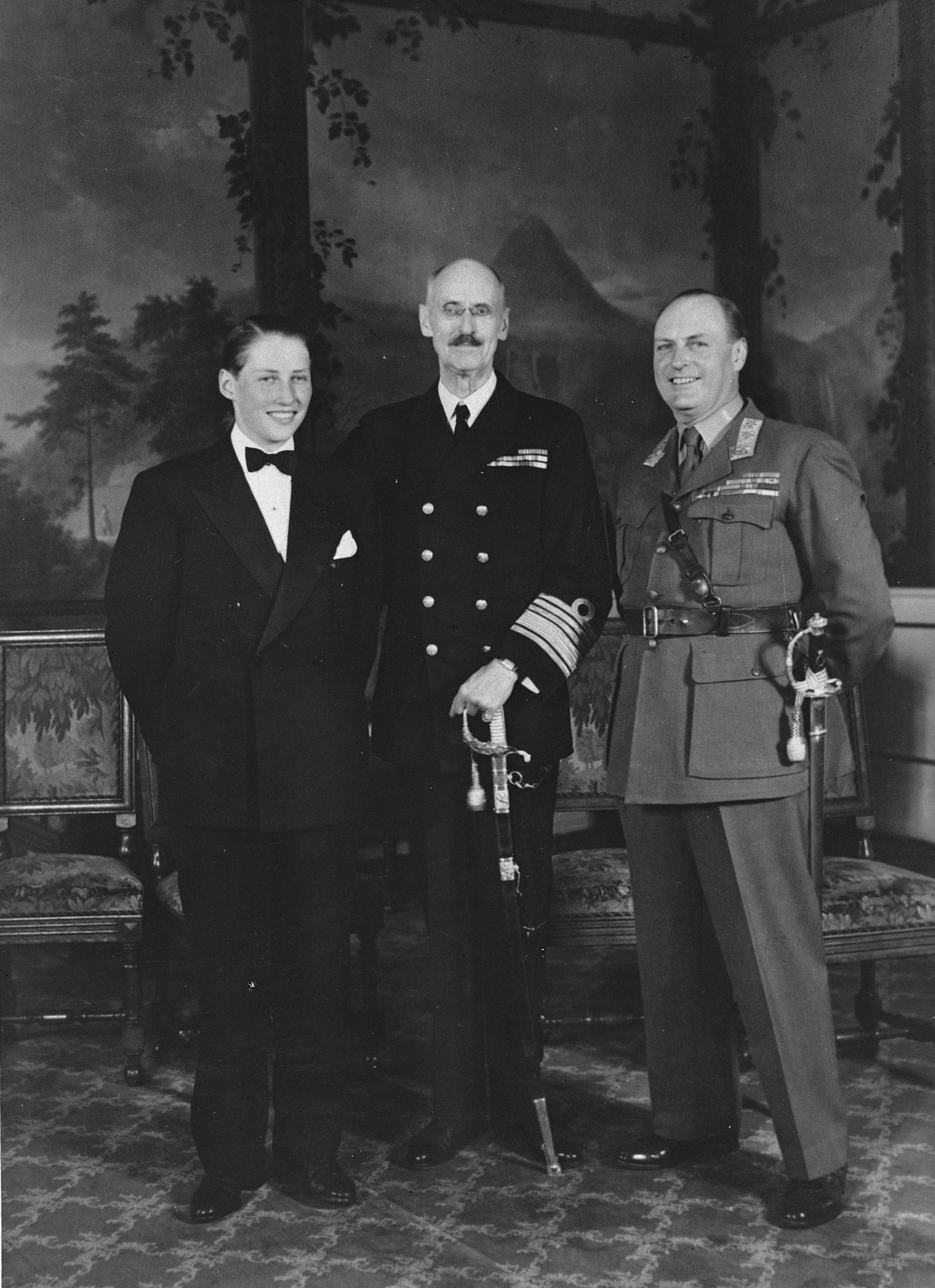
I sovrani Harald V, Haakon VII e Olav V.

Durante i cinque anni di esilio in Inghilterra, prima a Buckingham Palace, poi nelle tenute di Bowdown House nel Berkshire e a Foliejon Park vicino a Windsor, il Olav prese parte ai consigli di governo, collaborò a stretto contatto con il governo in esilio, partecipò a esercitazioni e ispezionò unità militari norvegesi e alleate. Durante gli anni della guerra, trascorse anche mesi in America, dove il resto della famiglia risiedeva a Pooks Hill, fuori Washington.  Il 30 giugno 1944, il governo in esilio norvegese, con sede a Londra, nominò il principe ereditario Olav quale Capo della Difesa. Assunse il comando delle forze armate norvegesi e collaborò con le potenze alleate. Con l'avvicinarsi della fine della guerra, il principe lavorò instancabilmente per ottenere dagli Alleati garanzie di un supporto rapido e adeguato alla Norvegia nel caso in cui il paese fosse diventato un campo di battaglia finale una volta vinta la guerra sul continente. Fortunatamente, la necessità di tale supporto non si materializzò mai. L’8 maggio 1945, le truppe norvegesi della Resistenza cominciarono a guadagnare posizioni sui nazisti e vennero gradualmente aiutate in questo dagli Alleati e dalle forze militari norvegesi presenti in Gran Bretagna e in Svezia. Il passaggio dal periodo di occupazione a quello delle forze alleate avvenne senza problemi. Il 13 maggio dello stesso anno, il principe Olav e cinque ministri del governo tornarono in una Norvegia liberata. Folle festanti si schierarono lungo il percorso della processione che si snodava dal porto. Olav ricoprì la carica di reggente fino al ritorno di re Haakon, avvenuto il 7 giugno 1945 . Anche dopo la fine della guerra, come comandante in capo dell'esercito, adottò un approccio pratico per mantenere una forte forza militare. Era anche il colonnello in capo dei Green Howards, un reggimento di fanteria britannico intitolato a sua nonna materna, la regina Alessandra .

### Regno

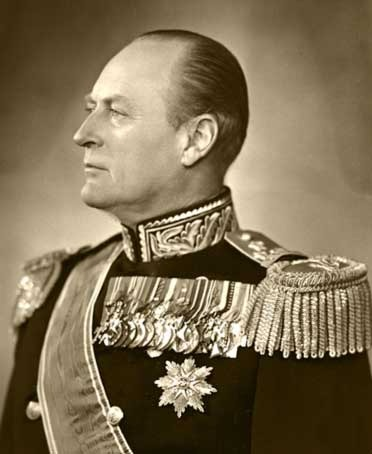
Fotografia di re Olav V di Norvegia.

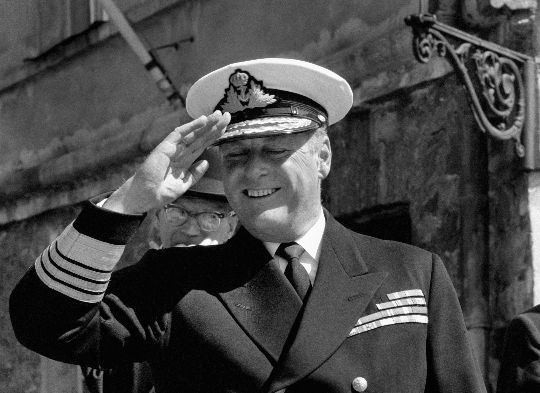
Re Olav V in Finlandia nel 1961.

Dopo la guerra, Olav, principe ereditario, assunse un numero crescente di incarichi ufficiali e quando il padre Haakon VII si ammalò nel 1955, assunse la carica di reggente. Re Haakon VII di Norvegia morì il 21 settembre 1957 nel Palazzo Reale di Oslo, venendo succeduto dall'unico figlio, il quale ascese al trono come Olav V di Norvegia. Il nuovo sovrano giurò fedeltà alla Costituzione e adottò il motto del padre "Alt for Norge" ("Diamo tutto per la Norvegia"). Il re fu consacrato nella Cattedrale di Nidaros il 22 giugno 1958, 52 anni dopo l'incoronazione dei suoi genitori. Essendo vedovo, in quanto la consorte Marta morì nel 1954, il nuovo monarca intraprese impegni ufficiali senza una regina al suo fianco. Tuttavia, durante i primi anni del suo regno, la figlia minore, la principessa Astrid, ricoprì spesso il ruolo di First Lady. Re Olav godeva anche del sostegno del principe ereditario Harald. 

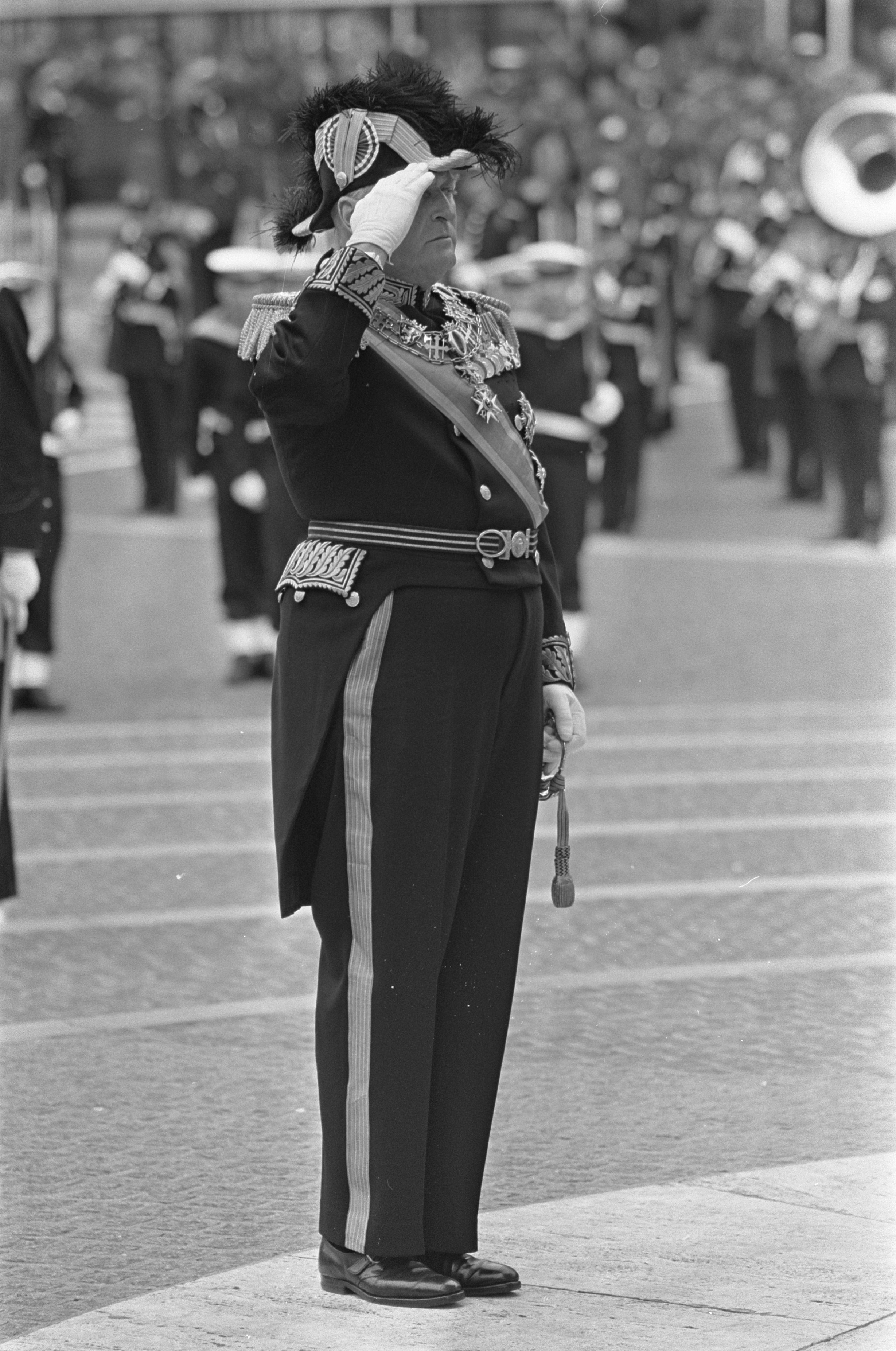
Re Olav V in visita ad Amsterdam.

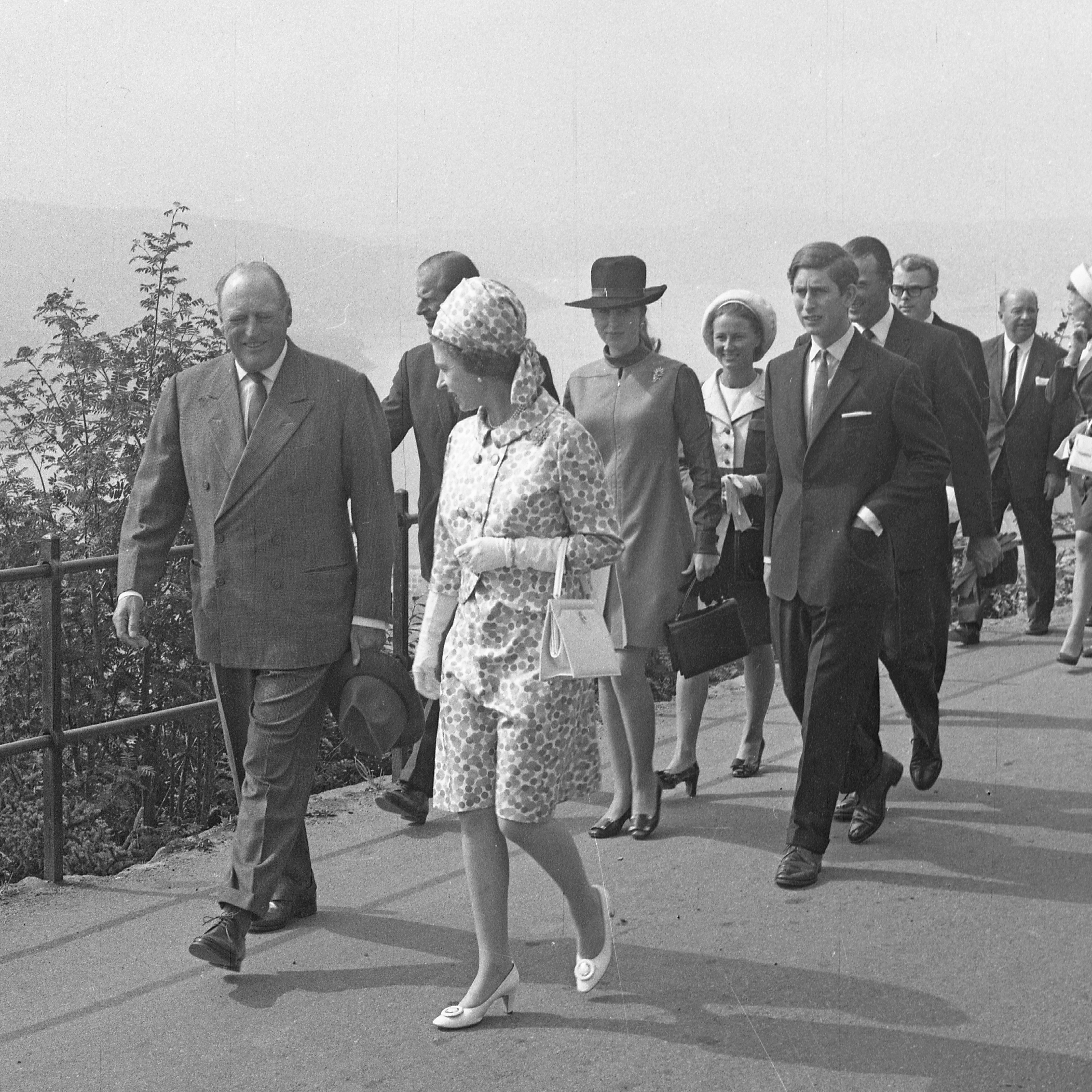
Olav V e la regina Elisabetta nel 1969.

Come suo padre, re Olav si dedicò al rispetto della carta costituzionale e all'adempimento del suo ruolo di monarca costituzionale . Sebbene a volte le sue opinioni potessero essere colte nelle numerose domande che poneva al Consiglio di Stato, il sovrano rispettava immancabilmente le decisioni democraticamente prese e non mostrava mai preferenze per alcun partito politico. Pur mantenendosi al di fuori dell'arena politica, nei suoi discorsi il Olav V si concentrava sempre più sui valori sociali. La sua aperta critica alla discriminazione contro gli immigrati nel suo discorso annuale di Capodanno del 1982 fu oggetto di un ampio dibattito pubblico. Il re aveva una straordinaria capacità di lavoro e un'agenda molto fitta di visite ufficiali, viaggi e udienze ufficiali. Si recò spesso all'estero per rappresentare la Norvegia e si rivolse all'Assemblea Generale delle Nazioni Unite in diverse occasioni. Si interessò difatti al miglioramento delle relazioni con l'estero effettuando visite di stato nei paesi vicini, così come in nazioni lontane come l'Etiopia e l'Iran. Nel suo paese, usciva spesso in pubblico e guidava le proprie auto, e una volta arrivava persino sulla ferrovia suburbana senza guardie del corpo, portando il proprio kit da sci .  Per le sue abilità atletiche, Olav V ottenne la Medaglia Holmenkollen nel 1968, assegnato dalla Foreningen til Skiidrettens Fremme, la federazione norvegese dello sci, agli sportivi, norvegesi o di altra nazionalità, che si sono particolarmente distinti nelle competizioni internazionali . Durante la crisi energetica del 1973, la guida venne vietata in certi weekend e re Olav chiese ai norvegesi di dedicarsi invece agli sport nazionali, come ad esempio lo sci, dando l'esempio. Per raggiungere le piste, non era raro vederlo in tuta da sci utilizzare la metropolitana Holmenkollbanen, portando gli sci a spalla come uno sportivo amatoriale . Per le sue abilità atletiche, Olav V ottenne la medaglia Holmenkollen nel 1968. Nel luglio del 1975, re Olav V ebbe l'onore di aprire il 14º Jamboree mondiale dello scautismo con la presenza di 17.259 scout provenienti da 94 paesi differenti. 

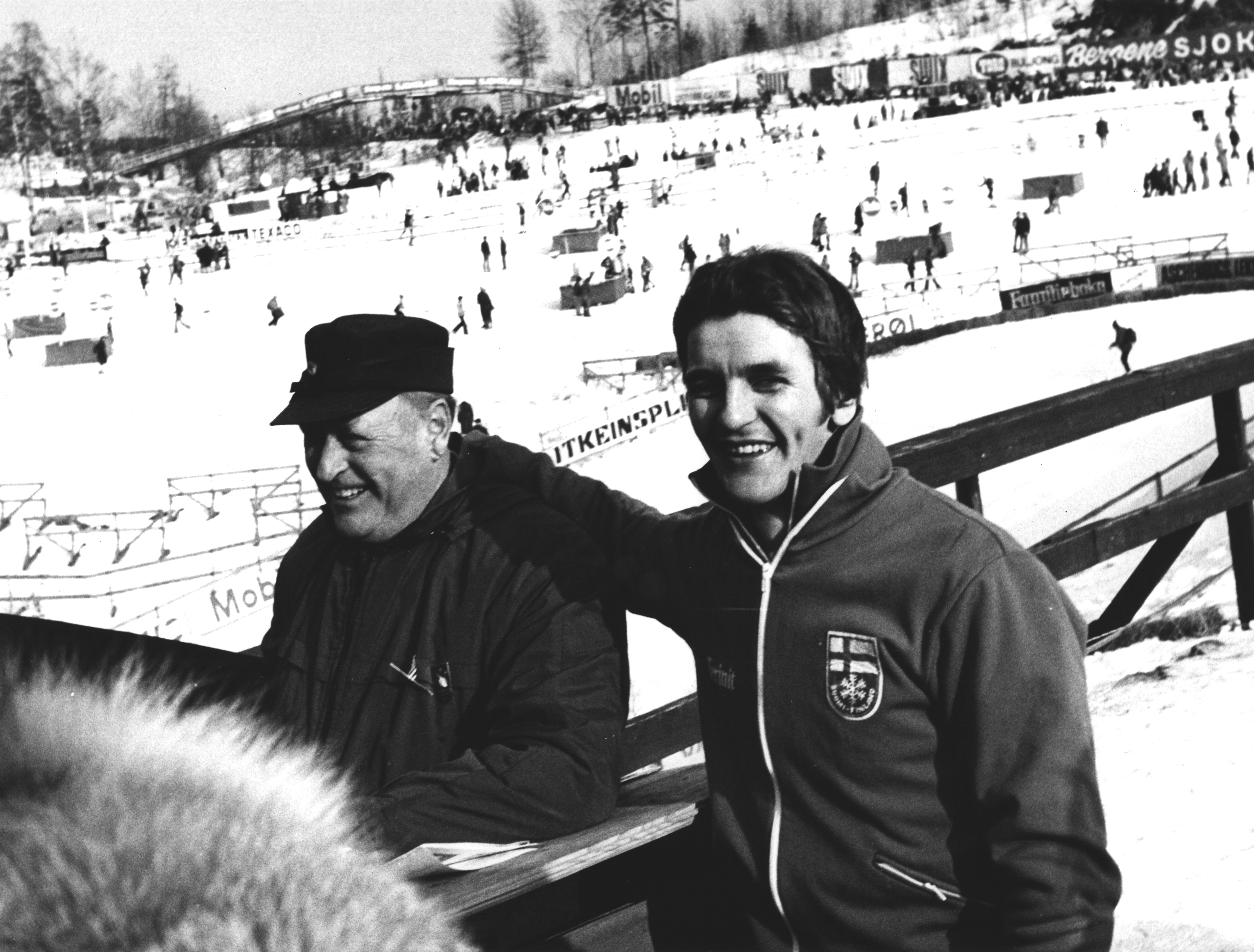
Re Olav V ad Holmenkollen nel 1976.

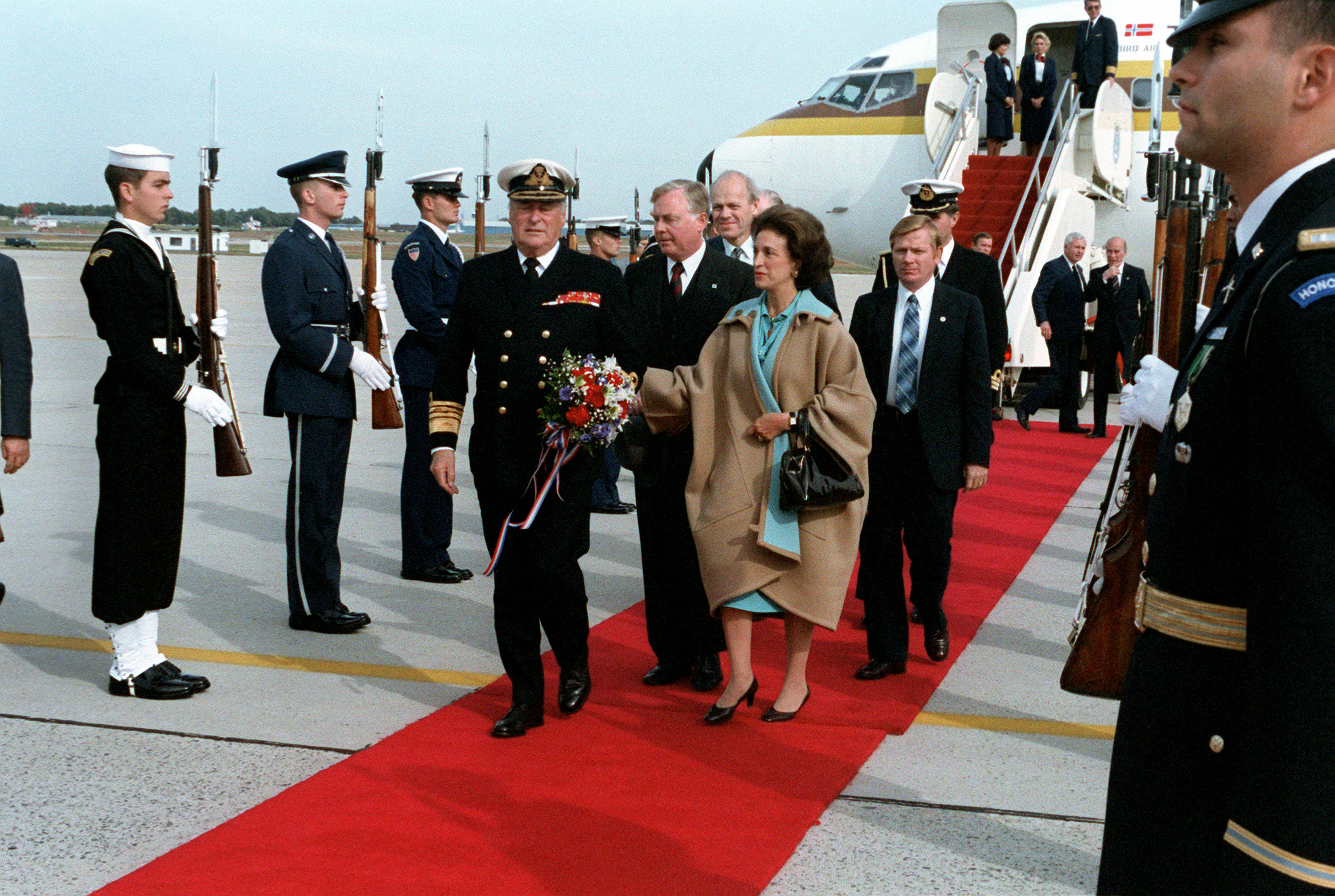
La visita del re Olav negli Stati Uniti.

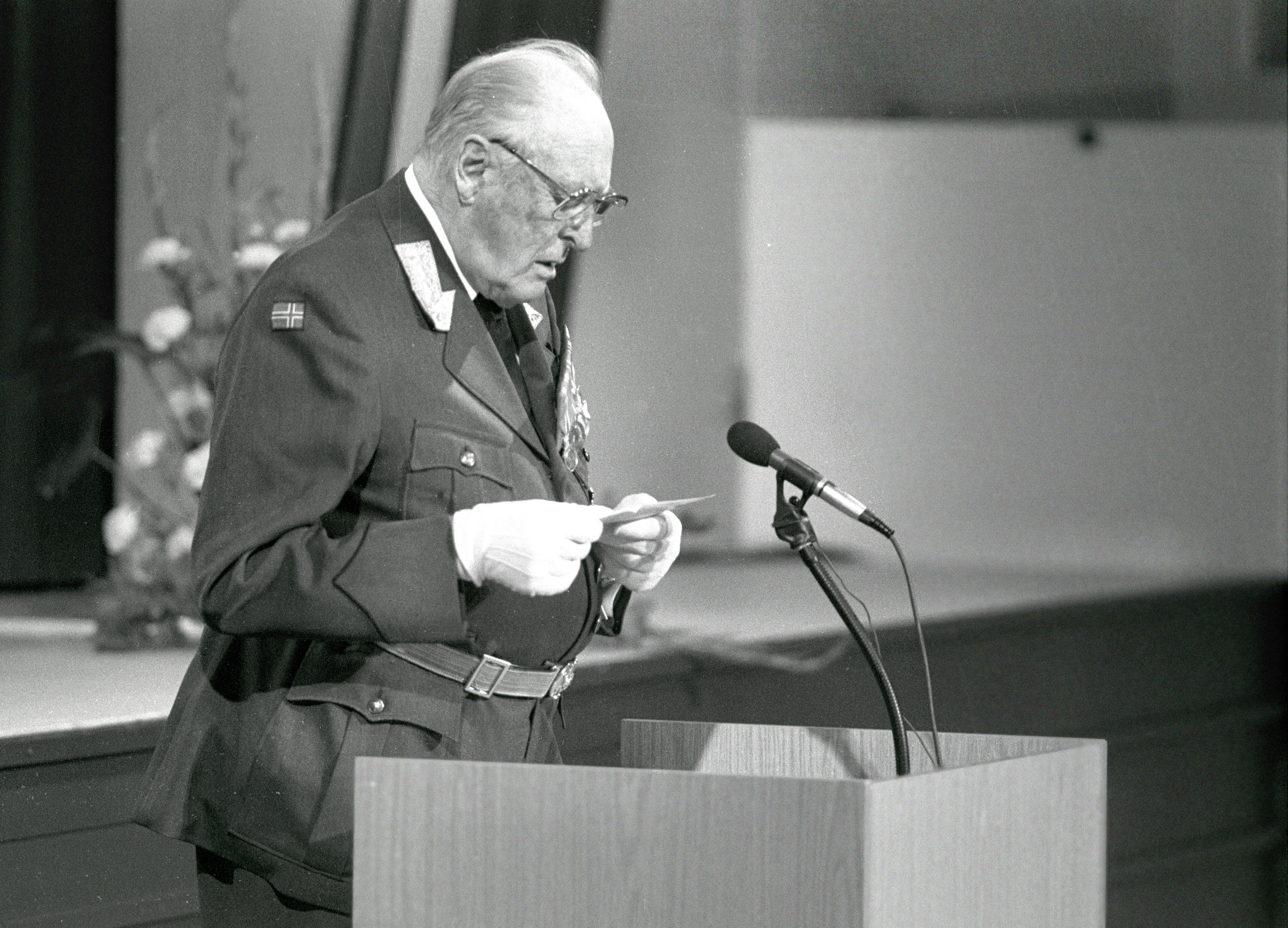
Olav V di Norvegia all'inaugurazione del Parlamento Sami della Norvegia, nel 1989.

Le poche volte in cui fu oggetto di critiche serie riguardarono i matrimoni dei suoi figli; tutti e tre volevano sposarsi civilmente (con persone non appartenenti ad una famiglia reale), ma in tutti i casi Olav si trattenne. Il sovrano era caratterizzato da un'etica del dovere e gli interessi dell'istituzione venivano prima delle considerazioni umane. Sebbene fosse stato oggetto di notevoli critiche in tutti e tre i casi, il suo approccio conservatore prevalse a lungo, sia nella vita politica che nell'opinione pubblica in generale, soprattutto quando si trattava di Harald e Sonja, la coppia ereditaria. Forse Olav V si assicurò innanzitutto la sua grande popolarità diventando il "Re viaggiatore", un capo di stato che non solo effettuò numerose visite di stato, ma visitò anche ogni angolo della Norvegia. Inoltre, divenne, anche in modo molto diverso da suo padre, il "Re dei media", qualcuno a cui furono offerte opportunità di vicinanza attraverso le nuove tecnologie e in una nuova realtà mediatica. In occasione del suo sessantesimo compleanno nel 1963, si lasciò intervistare in televisione, come primo monarca regnante, e il suo discorso di Capodanno, trasmesso in televisione dal 1965, a quanto pare lo avvicinò al popolo. Altri programmi di ritrattistica, così come alcune fotografie, in particolare la famosa foto del "Re sul tram" risalente alla crisi petrolifera del dicembre 1973, consolidarono l'immagine di un re popolare e socialdemocratico. Re Olav aveva un temperamento forte, che, bisogna ammetterlo, raramente trovava espressione in pubblico. Durante gli studi scolastici e universitari, incontrò particolari difficoltà dovute alla dislessia, e ci sono numerose prove che abbia anche lottato con difficoltà di fluidità del linguaggio (il cosiddetto "discorsi incomprensibili"). Queste difficoltà si applicarono anche al suo lavoro di monarca, e in particolare ebbe difficoltà a pronunciare discorsi da manoscritti. Ciononostante, solo nel 1990, un anno prima della sua morte, la dislessia del re divenne nota al pubblico. Durante i suoi 33 anni di regno, Re Olav fu amato e rispettato come monarca. Sapeva esattamente come mantenere la giusta vicinanza e distanza dai suoi sudditi. Aveva una grande capacità di parlare con le persone, e fu questa, unita al suo genuino calore, che lo fece conoscere come il "Re del Popolo" .

### Morte

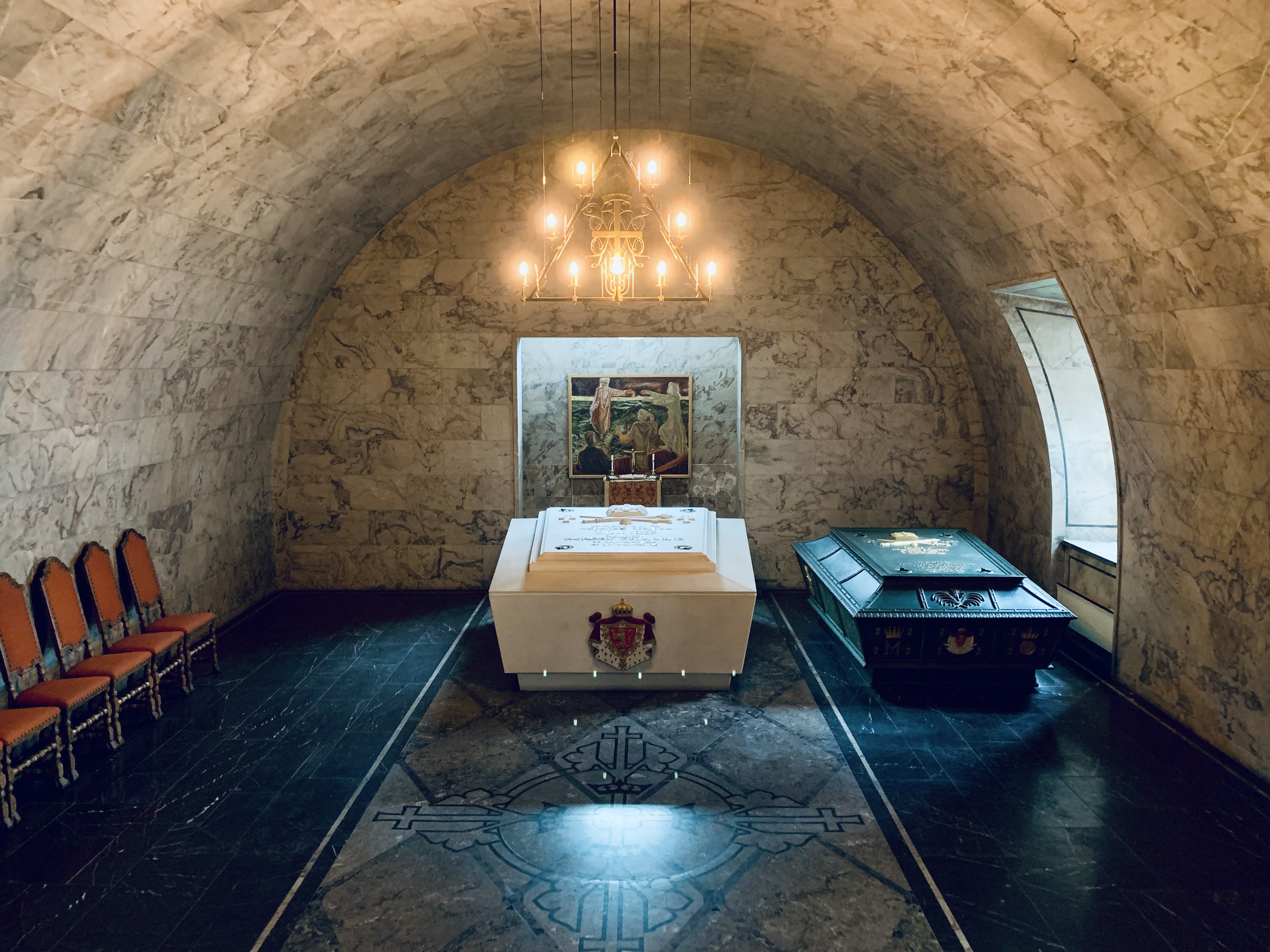
La tomba, di sinistra, di re Olav V e della consorte, la principessa Marta,

Nella primavera del 1990, l'ottantaseienne re fu nuovamente impegnato nella gestione della memoria della Seconda guerra mondiale. Aveva un programma fitto di impegni in occasione delle commemorazioni del 50° anniversario dell'occupazione, il 9 aprile, e poi, l'8 maggio, del 45° anniversario della liberazione. Il 29 maggio, il re fu ricoverato per pericardite, un'infiammazione della sacca cardiaca, e il 2 giugno fu colpito da un ictus che lo lasciò parzialmente paralizzato. L'estate e l'autunno del 1990 furono trascorsi in convalescenza e riabilitazione, e il principe ereditario Harald assunse la reggenza. Dopo un periodo di recupero, il re si indebolì nuovamente e il 17 gennaio 1991, lo stesso giorno dello scoppio della guerra del Golfo, morì a Kongsseteren. Poche ore dopo l'annuncio della sua morte, la Piazza del Palazzo si trasformò in un mare di candele. Per giorni, i visitatori continuarono ad arrivare in piazza per accendere candele e deporre fiori in omaggio al sovrano. Re Olav fu sepolto a fianco della moglie Marta, nel Mausoleo Reale del Castello di Akershus a Oslo. Nel 2004, il biografo norvegese Tor Bomann-Larsen affermò nella sua biografia del re Haakon VII e della regina Maud che la sovrana fosse stata inseminata artificialmente da Sir Francis Laking, un medico reale a Londra. Tuttavia, un altro storico ha respinto l'ipotesi nell'anno seguente, sottolineando che non c'erano prove sufficienti per contestare la paternità di re Olav .
Oltre 100.000 persone si unirono alla processione funebre di Olav V, e vennero lasciate migliaia di carte e lettere nel cortile esterno al Palazzo Reale fino alla sepoltura reale, che ora sono conservate negli Archivi nazionali. Suo figlio Harald V, che successe al trono norvegese, indicò che suo padre aveva il cuore spezzato per ascoltare lo scoppio della guerra del Golfo il giorno della sua morte. Nel 1992, fu istituito il "Premio del re Olav V per la ricerca sul cancro" per incoraggiare i progressi nel trattamento della malattia mortale che uccise la moglie del defunto re .

## Carriera sportiva
Nel 1928 partecipò alla IX Olimpiade, vincendo una medaglia d'oro nella vela .

### Palmarès
- Giochi olimpici [14]:
  - Amsterdam 1928: oro vela, classe 6 metri

## Titoli
- 03 luglio 1903 - 18 novembre 1905: Sua Altezza reale, il principe Alexander di Danimarca
- 18 novembre 1905 - 21 settembre 1957: Sua Altezza reale, il principe ereditario di Norvegia
- 21 settembre 1957 - 17 gennaio 1991: Sua Maestà, il re di Norvegia

## Albero genealogico
|                             |                                   |                                     | Genitori                                                       |  |  | Nonni |  |  | Bisnonni                  |  |  | Trisnonni                                                      |  |
|                             |                                   |                                     |                                                                |  |  |       |  |  | Cristiano IX di Danimarca |  |  | Federico Guglielmo di Schleswig-Holstein-Sonderburg-Glücksburg |  |
|                             |                                   |                                     |                                                                |  |  |       |  |  | Cristiano IX di Danimarca |  |  | Federico Guglielmo di Schleswig-Holstein-Sonderburg-Glücksburg |  |
|                             |                                   | Luisa Carolina d'Assia-Kassel       |                                                                |  |  |       |  |  | Cristiano IX di Danimarca |  |  |                                                                |  |
| Federico VIII di Danimarca  |                                   |                                     |                                                                |  |  |       |  |  | Cristiano IX di Danimarca |  |  |                                                                |  |
|                             |                                   | Luisa d'Assia-Kassel                | Guglielmo d'Assia-Kassel                                       |  |  |       |  |  |                           |  |  |                                                                |  |
|                             |                                   | Luisa d'Assia-Kassel                | Guglielmo d'Assia-Kassel                                       |  |  |       |  |  |                           |  |  |                                                                |  |
|                             |                                   | Luisa d'Assia-Kassel                | Luisa Carlotta di Danimarca                                    |  |  |       |  |  |                           |  |  |                                                                |  |
| Haakon VII di Norvegia      |                                   | Luisa d'Assia-Kassel                |                                                                |  |  |       |  |  |                           |  |  |                                                                |  |
|                             |                                   | Carlo XV di Svezia                  | Oscar I di Svezia                                              |  |  |       |  |  |                           |  |  |                                                                |  |
|                             |                                   | Carlo XV di Svezia                  | Oscar I di Svezia                                              |  |  |       |  |  |                           |  |  |                                                                |  |
|                             |                                   | Carlo XV di Svezia                  | Giuseppina di Leuchtenberg                                     |  |  |       |  |  |                           |  |  |                                                                |  |
| Luisa di Svezia             |                                   | Carlo XV di Svezia                  |                                                                |  |  |       |  |  |                           |  |  |                                                                |  |
|                             |                                   | Luisa dei Paesi Bassi               | Federico d'Orange-Nassau                                       |  |  |       |  |  |                           |  |  |                                                                |  |
|                             |                                   | Luisa dei Paesi Bassi               | Federico d'Orange-Nassau                                       |  |  |       |  |  |                           |  |  |                                                                |  |
|                             |                                   | Luisa dei Paesi Bassi               | Luisa di Prussia                                               |  |  |       |  |  |                           |  |  |                                                                |  |
| Olav V di Norvegia          |                                   | Luisa dei Paesi Bassi               |                                                                |  |  |       |  |  |                           |  |  |                                                                |  |
|                             | Alberto di Sassonia-Coburgo-Gotha | Ernesto I di Sassonia-Coburgo-Gotha |                                                                |  |  |       |  |  |                           |  |  |                                                                |  |
|                             | Alberto di Sassonia-Coburgo-Gotha | Ernesto I di Sassonia-Coburgo-Gotha |                                                                |  |  |       |  |  |                           |  |  |                                                                |  |
|                             | Alberto di Sassonia-Coburgo-Gotha | Luisa di Sassonia-Gotha-Altenburg   |                                                                |  |  |       |  |  |                           |  |  |                                                                |  |
| Edoardo VII del Regno Unito | Alberto di Sassonia-Coburgo-Gotha |                                     |                                                                |  |  |       |  |  |                           |  |  |                                                                |  |
|                             |                                   | Vittoria del Regno Unito            | Edoardo Augusto di Hannover                                    |  |  |       |  |  |                           |  |  |                                                                |  |
|                             |                                   | Vittoria del Regno Unito            | Edoardo Augusto di Hannover                                    |  |  |       |  |  |                           |  |  |                                                                |  |
|                             |                                   | Vittoria del Regno Unito            | Vittoria di Sassonia-Coburgo-Saalfeld                          |  |  |       |  |  |                           |  |  |                                                                |  |
| Maud di Gran Bretagna       |                                   | Vittoria del Regno Unito            |                                                                |  |  |       |  |  |                           |  |  |                                                                |  |
|                             |                                   | Cristiano IX di Danimarca           | Federico Guglielmo di Schleswig-Holstein-Sonderburg-Glücksburg |  |  |       |  |  |                           |  |  |                                                                |  |
|                             |                                   | Cristiano IX di Danimarca           | Federico Guglielmo di Schleswig-Holstein-Sonderburg-Glücksburg |  |  |       |  |  |                           |  |  |                                                                |  |
|                             |                                   | Cristiano IX di Danimarca           | Luisa Carolina d'Assia-Kassel                                  |  |  |       |  |  |                           |  |  |                                                                |  |
| Alessandra di Danimarca     |                                   | Cristiano IX di Danimarca           |                                                                |  |  |       |  |  |                           |  |  |                                                                |  |
|                             |                                   | Luisa d'Assia-Kassel                | Guglielmo d'Assia-Kassel                                       |  |  |       |  |  |                           |  |  |                                                                |  |
|                             |                                   | Luisa d'Assia-Kassel                | Guglielmo d'Assia-Kassel                                       |  |  |       |  |  |                           |  |  |                                                                |  |
|                             |                                   | Luisa d'Assia-Kassel                | Luisa Carlotta di Danimarca                                    |  |  |       |  |  |                           |  |  |                                                                |  |
|                             |                                   | Luisa d'Assia-Kassel                |                                                                |  |  |       |  |  |                           |  |  |                                                                |  |

## Onorificenze

### Titoli e gradi militari stranieri
- Ammiraglio della Royal Navy, 1958 (Regno Unito) [27]
- Ammiraglio della Flotta della Royal Navy, 1988 (Regno Unito) [28]
- Maresciallo capo dell'aria della RAF, 1959 (Regno Unito) [29]